# Will McDonald IV
Will McDonald IV (Pewaukee, 4 giugno 1999) è un giocatore di football americano statunitense che milita nel ruolo di defensive end per i New York Jets della National Football League (NFL).

## Carriera universitaria
McDonald al college giocò a football all'Università statale dell'Iowa dal 2018 al 2022. Nella sua prima stagione mise a segno 3 tackle, un sack e un fumble forzato prima di scegliere di passare il resto dell'anno come redshirt, potendo cioè allenarsi con la squadra ma non scendere in campo. La stagione successiva fu inserito nella formazione ideale della Big 12 Conference dopo avere stabilito un record dell'istituto ed essere stato primo alla pari a livello nazionale con 10,5 sack. L'anno successivo superò il suo stesso primato di sack.

## Carriera professionistica
McDonald fu scelto nel corso del primo giro (quindicesimo assoluto) del Draft NFL 2023 dai New York Jets. Debuttò subentrando nella gara del primo turno contro i Buffalo Bills mettendo a segno un placcaggio. La sua stagione da rookie si chiuse con 13 tackle, 3 sack e un fumble forzato in 15 presenze, nessuna delle quali come titolare.
Nel terzo turno della stagione 2024 McDonald mise a segno due sack nella vittoria sui New England Patriots.